# Dionisios Rapsomanikis
Dionisios Rapsomanikis (11 novembre 1998) è un taekwondoka greco.

## Palmarès
- Europei

Sofia 2021: argento nei -54 kg.